# Tetragnatha kapua
Tetragnatha kapua är en spindelart som beskrevs av Gillespie 2003. Tetragnatha kapua ingår i släktet sträckkäkspindlar, och familjen käkspindlar. Inga underarter finns listade i Catalogue of Life.